# Hodgenville
Hodgenville ist die Bezirkshauptstadt des LaRue County im US-Bundesstaat Kentucky und  Geburtsort Abraham Lincolns, des 16. Präsidenten der Vereinigten Staaten von Amerika. Das U.S. Census Bureau hat bei der Volkszählung 2020 eine Einwohnerzahl von 3235 ermittelt. Von den 16 Kirchen des Orts gehören sieben zu baptistischen Gemeinden.

## Geografie
Die Stadt liegt im Zentrum Kentuckys in der Nähe des Rolling Fork, eines kleinen Nebenflusses des Ohio. Die nächstgrößere Stadt ist Louisville. Auch Fort Knox liegt unweit von Hodgenville.

## Geschichte
Die erste Ansiedlung auf dem Gebiet des späteren Hodgenville entstand nach 1788 im Umkreis der Mühle eines gewissen Robert Hodgen. Bereits zehn Jahre vor der offiziellen Gründung der Stadt kam am 12. Februar 1809 in einer etwa drei Meilen südlich gelegenen einräumigen Blockhütte der spätere Präsident Lincoln zur Welt. Zwei Jahre später zog die Familie Lincoln in eine andere Blockhütte, etwa zehn Meilen nordöstlich der Stadt um, bevor sie 1816 Kentucky ganz verließ und nach Indiana ging.

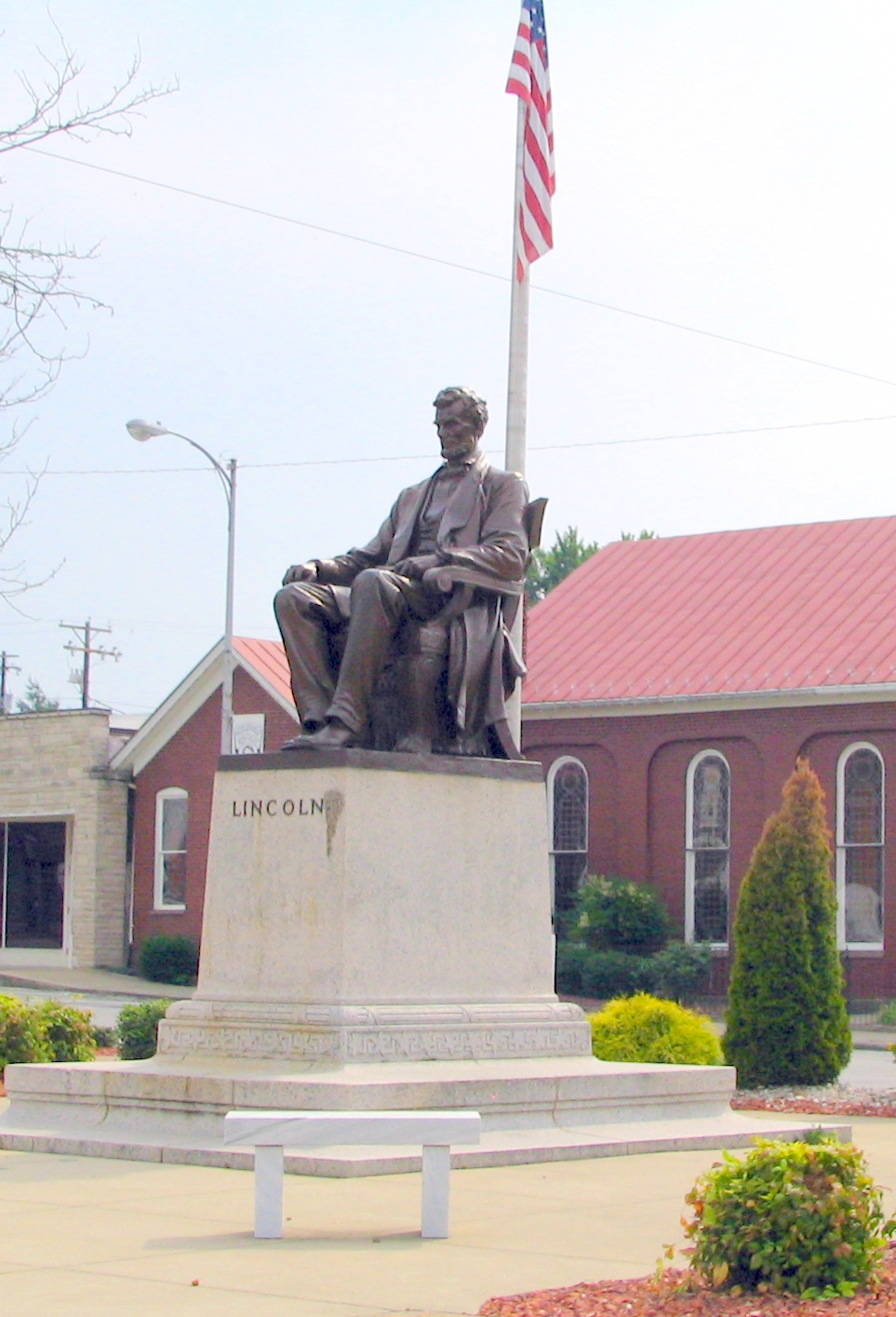
Lincoln-Statue in Hodgenville

Obwohl Abraham Lincoln also nur die ersten Kindheitsjahre hier verlebte und von den ursprünglichen Behausungen seiner Familie kaum etwas erhalten geblieben ist, beherbergt Hodgenville heute zwei Gedenkstätten:
- Abraham Lincoln's Birthplace aus dem Jahr 1911, ein klassizistischer Tempelbau, in dem eine „symbolische“ Nachbildung der Geburtshütte steht sowie
- das Abraham Lincoln Boyhood Home, das 1931 an der Stelle der zweiten Hütte der Familie Lincoln am Knob Creek errichtet wurde. Auch dieses historische Blockhaus ist kein Original.

Die beiden Häuser sind seit 1916 als Gedenkstätte ausgewiesen, heute unter dem Namen Abraham Lincoln Birthplace National Historical Park vom Typ eines National Historical Parks und werden vom National Park Service betreut.